# Grb Občine Semič
Grb Občine Semič sestavlja na zgornji strani raven ščit standardne oblike. Obroba ščita je bordo rdeč trak, grbovno polje pa je belo oziroma pri slovesnejših izvedbah srebrno. V spodnji polovici grba je stiliziran grozd, sestavljen iz šestih jagod v enaki rdeči barvi kot obroba, za grozdom pa je stilizirana silhueta lipovega lista, ki izhaja iz grozda, a se ga ne dotika. Lipov list ima zeleno obarvan le debelejši rob, notranjost lista pa je enaka podlagi ščita. Grbovni ščit in grozd sta postavljena simetrično, kontura lipovega lista je s svojim težiščem postavljena centralno. Pod ščitom se nahaja polkrožen napis Občina Semič.
Grb tvorijo tipični elementi, ki predstavljajo občino. Grozd poudarja vinogradništvo kot pomembno panogo v občini, zaradi česar zavzema osrednji del grba. Pomemben del grba je tudi stiliziran lipov list, ki se v zgornjem delu obrne proti grozdu in zaigra vlogo vitice. Lipov list predstavlja številne stare lipe, med katerimi je najpomembnejša znamenita 600 let stara Kočka lipa. 